# Pilsbryspira arsinoe
Pilsbryspira arsinoe é uma espécie de gastrópode do gênero Pilsbryspira, pertencente a família Pseudomelatomidae.